# Hypocysta undulata
Hypocysta undulata är en fjärilsart som beskrevs av Butler 1875. Hypocysta undulata ingår i släktet Hypocysta och familjen praktfjärilar. Inga underarter finns listade i Catalogue of Life.